# ドンスカパンパンおうえんだん
ドンスカパンパンおうえんだんは、NHK教育テレビジョンの『おかあさんといっしょ』の楽曲。作詞は山田ひろし、作曲は西脇辰弥。歌は、当時の歌のお兄さんだった横山だいすけ、歌のお姉さんだった三谷たくみ。

## 概要
2009年1月の「今月の歌」として作られた歌で、番組登場直後から人気を集め、着うたフルでの配信数が配信開始後わずか2週間でトップ5入りを果たし、2月になって曲が変わっても人気が衰えず、3月に「おかあさんといっしょ」の楽曲としては異例のシングルCD（マキシシングル）として発売された。オリコン・シングルチャートでは最高16位にランキングされた。
シングルCDのジャケットは、歌っている横山・三谷だけでなく、体操のお兄さんの小林よしひさ、『ゴッチャ!』のお姉さんのいとうまゆも登場しており、当時の「おかあさんといっしょ」のレギュラーメンバーの写真をジャケット全面に押し出したデザインになっている。
2016年度に初のクリップ映像が撮り直され、オリジナル版にも出演していた横山だいすけ、小林よしひさの両名に加え、小野あつこと上原りさも新たに出演している。横山と小野の歌で、ボーカルパートが再録され、CGアニメーション部分の変化はない。しかし、横山だいすけが2017年4月1日放送分をもって卒業したことに伴い、このバージョンは1年で見納めとなった。現役の小野あつこのほか、2017年4月以降に花田ゆういちろう、ながたまや、福尾誠、佐久本和夢、秋元杏月が出演している現在のメンバーのクリップは、現時点で未放送である。

## 収録曲
1. ドンスカパンパンおうえんだん
作詞：山田ひろし、作曲：西脇辰弥
2. ドンスカパンパンおうえんだん(カラオケ)
作詞：山田ひろし、作曲：西脇辰弥

## カバー
- 山野さと子、下山吉光 コーラス：ヤング・フレッシュ（日本コロムビア版カバー）
- AKI、堀井ひであき（キングレコード版カバー。2009年6月10日発売『フレー!フレー!うたおう!キッズソング〜ドンスカパンパンおうえんだん・崖の上のポニョ〜』収録）
- 神崎ゆう子、速水けんたろう（日本クラウン版カバー。2009年6月10日発売『ヒット・パレード こどものうた〜ドンスカパンパンおうえんだん／崖の上のポニョ〜』収録）
- コロムビア・オーケストラ（インストゥルメンタル。曲名は「キッズ・ヒット・メドレー2010-「おかあさんといっしょ」より-/ドンスカパンパンおうえんだん〜モノランモノラン〜ぼくらのうた」）